# Нильссон, Стина
Тепп Карин Стина Нильссон (швед. Täpp Karin Stina Nilsson; род. 24 июня 1993, Малунг, Коппарберг) — шведская лыжница и биатлонистка. Призёр этапа Кубка мира в биатлоне. 
Бывшая лыжница, олимпийская чемпионка 2018 года в личном спринте, двукратная чемпионка мира и пятикратный серебряный призёр чемпионатов мира, трёхкратная чемпионка мира среди юниоров, многократная победительница этапов Кубка мира. Обладательница Кубка мира в спринтерских гонках в сезоне 2018/19.
В марте 2020 года Нильссон приняла решение начать карьеру биатлонистки в 27 лет.
В апреле 2024 Нильссон приняла решение вернуться в лыжные гонки, и выступать  в дистанционных гонках. 

## Биография

### Детство
Стина Нильсон родилась  24 июня 1993 года в небольшом городке Малунг округа Даларна, Швеция в семье экскаваторщика Ричарда Нильссона (1966 года рождения) и работницы агентства социального страхования в муниципалитете Малун Карин. Маленькая Стина была очень своенравным ребёнком. В 12 лет Стина начала посещать семейного психолога Руну Густафссон. Причиной этому, по её собственным словам, стало её чрезмерное желание соревноваться и побеждать:

У меня были очень высокие требования к себе, когда я была ребенком, и, я думаю, что начала посещать Руну из-за этого. Я не любила проигрывать. Я была сосредоточена только на том ... чтобы победить. Побеждать, побеждать, побеждать ... Мне всегда нравилось соревноваться во всём ... И я все еще могу очень расстроится, если проиграю, например, в карты ...

В 1998 году Стина одержала свою первую победу на лыжном турнире — детском Васалоппете. Помимо лыж она также занималась футболом и ориентированием, но боязнь получить удар мячом в голову и потеряться в лесу, «помогли» ей сделать правильный выбор.
Стина часто вспоминает о своих детских тренировках в родном Малунге:

Я думаю, что мне было очень весело кататься на лыжах, когда была маленькой. Мы собирались в 18.00 каждый вторник и четверг и тренировались. Летом у нас была большая банда ... это было очень весело. У нас также был очень хороший лыжный тренер, который сам имел дочь ... Аннели Фагерлунд, которая много значит для меня и именно она заставила меня идти еще дальше.

## Карьера

### Начало
Свою профессиональную карьеру Стина начала 14 ноября 2009 года, выиграв юниорский спринт в Бруксвалларне. В марте 2010 года на юниорском чемпионате Швеции выиграла спринтерскую гонку на 1 км.
В январе 2011 года Стина впервые выступила на международном турнире — молодёжном чемпионате мира в эстонском городе Отепя, приняв участие в двух гонках: 5 км свободным стилем (71 место) и спринт на 1.2 км классикой (12 место). 
В феврале 2011 года выиграла спринт классикой на Европейском юношеском Олимпийском фестивале в чешском Либереце, а в марте — спринт свободным стилем на молодёжном чемпионате страны.

### Первые успехи
В феврале 2012 года на молодёжном чемпионате мира в турецком Эрзуруме Стина завоевала две медали — золото в спринте свободным стилем и серебро в эстафете 4 x 3.3 км.
В Кубке мира Нильссон дебютировала в 2012 году в норвежском Драммене, сумев показать только 23 место в спринтерской гонке. В апреле того же года впервые попробовала себя в гонке на 30 км на чемпионате Швеции (12 место).
В январе 2013 года первый раз попала в тройку лучших на этапе Кубка мира, в командном спринте, заняв второе место. Здесь же через неделю на молодёжном чемпионате мира Стина выиграла 2 золота: спринт и эстафета 4 x 3.3 км. В феврале приняла участие в чемпионат мира по лыжным видам спорта в итальянском Валь-ди-Фьемме (5 место в спринте).
На Олимпийских играх 2014 года 20-летняя Стина завоевала бронзу в командном спринте классическом стиле (вместе с Идой Ингемарсдоттер). На последнем этапе на финише Стина сумела опередить немку Дениз Херрман. В личном спринте свободным стилем на Играх 2014 года Стина заняла 10-е место, не попав в финал.
В общем зачёте кубка мира сезона 2013/2014 Стина стала 35-й (72-е место в дистанционных видах и 12-е место в спринте).

### Сезон 2014/2015
В сезоне 2014/2015 4 раза поднималась на подиум этапов кубка мира: в индивидуальном спринте — в Давосе (2-е место), в Отепя (2-е место) и Эстерсунде (3-е место); в командном спринте — в Отепя в паре с Идой Ингемарсдоттер (1-е место).
На чемпионат мира по лыжным видам спорта в Фалуне Стина выиграла аж 3 серебряных медали. В индивидуальном спринте классическим стилем на финише Нильссон уступила норвежке Марит Бьёрген 0.42 секунды, хотя в четвертьфинале выиграла у неё же в два раза больше. В командном спринте свободным стилем с Идой Ингемарсдоттер вновь уступила только норвежской команде. Последней гонкой для Стины на этом чемпионате стала эстафета 4 x 5 км, где шведки вновь уступили только норвежкам.
В общем зачёте кубка мира Стина Нильссон оказалась только 21-й, при этом в спринтерском зачёте — 4-й.

### Сезон 2015/2016
В ноябре 2015 года Нильссон заняла 2-е место в общем зачёте в Nordic Opening (дважды финишировала 2-й).В декабре 2015 года в швейцарском Давосе Стина впервые в карьере сумела занять первое место на этапе кубка мира, обойдя всех соперников в любимом спринте. В общем зачёте Тур де Ски оказалась лишь 24-й, так как приняла участие всего в 3-х гонках и не участвуя в спринте.
На этапе кубка мира в словенской Планице выиграла индивидуальный и командный спринт. В конце сезона, в ходе Тура Канады, выиграла одну спринтерскую гонку и ещё раз была 2-й.
В общем зачёте кубка мира Стина Нильссон оказалась 11-й, при этом в спринтерском зачёте — 3-й.

### Сезон 2016/2017
Выиграла 4 из 7 этапов Тур де Ски 2016/2017, но в общем зачёте многодневки стала только третьей после Хейди Венг и Кристы Пярмякоски, уступив им лишь в ходе прохождения «Финальной горы».
По ходу сезона Стина выиграла ещё несколько гонок в кубке мира. В общем зачёте кубка мира Нильссон оказалась 4-й (6-е место в дистанционных видах и 2-е в спринте).

### Сезон 2017/2018
В начале июня 2017 года на сборе в норвежском Согнефьеллете у Стины был обнаружен дисбаланс организма, вызванный высокими нагрузками. На некоторое время пришлось сократить интенсивность тренировок. В конце июня Нильссон присоединилась к команде на сборах шведском Торсби.
Новый сезон Стина, как и год назад, начинает с победы в спринте в финской Руке. Однако в общем зачетё Nordic Opening становится лишь 7-й, показав 8-е и 13-е места в двух остальных гонках.
Тур де Ски Стина пропустила ради подготовки дома в Швеции к будущим стартам. Перед стартом Олимпиады выиграла спринтерскую гонку на этапе кубка мира в Планице.
На зимних Олимпийских играх в классическом спринте сумела оставить всех позади себя и одержать уверенную победу. Через несколько дней добавила к своей коллекции и серебряную медаль игр в эстафете. Ещё одно серебро Стина выиграла в командном спринте с Шарлотт Калла, неожиданно уступив американкам. В последней гонке на Играх — масс-старте на 30 км классикой завоевала бронзовую медаль, опередив в ожесточённой борьбе на 1.5 секунды норвежку Ингвильд Остберг.
После Олимпиады Стина провела всего две гонки на этапах Кубка мира, в которых дважды стала 2-й. В итоге — не попадание в десятку общего зачёта (при 2-м месте в спринтерах). Всего на конец сезона — 36 подиумов Кубка мира: 33 — за отдельные гонки и 3 за общие зачёты Туров.

### Сезон 2018/2019
Перед официальным стартом сезона Стина выступила на традиционном ежегодном лыжном турнире «Бруксвалслоппет», где показала 3-й результат в масс-старте на 30 км и 2-е результаты в спринте и индивидуальной гонке.
Первый этап Кубка мира нового сезона прошёл без подиума: 6-е место в спринте и 11-е место в индивидуальной гонке. Lillehammer Triple оказался более удачен для Стины — 2-е место в спринте, однако этого не хватило для занятия призового места по итогам тура.
В швейцарском Давосе Стина выиграла первую гонку сезона - спринт свободным стилем. На Тур де Ски выиграла оба спринта в программе соревнований и досрочно завершила тур после четырёх гонок. На следующем же этапе в Дрездене выиграла четвёртый спринт подряд. 
В полуфинале спринта на этапе Кубка мира в Отепя Нильссон неудачно вытянула ногу на финише и получила серьёзную травму бедра. Несмотря на все переживания и опасения не увидеть фамилию Нильссон в составе сборной Швеции на чемпионате мира, Стина вернулась аккурат к мировому первенству в Зеефельде. 
В личном спринте на чемпионате мира Стина вновь стала серебряной медалисткой, но позже назвала эту медаль одной из самых тяжёлых и важных в карьере, учитывая восстановление после травмы бедра. В командном спринте Стина Нильссон наконец-то впервые стала чемпионкой мира, завоевав золотую медаль вместе с подругой по команде Майей Дальквист. Через несколько дней после триумфа в командном спринте Стина стала двукратной чемпионкой мира. На последнем этапе эстафеты Нильссон упустила 20-секундное преимущество над сборной Норвегии, но на последнем километре легко разобралась с Терезой Йохауг. 
Сборная Швеции в составе Эббы Андерссон, Фриды Карлссон, Шарлотты Каллы и Стины Нильссон впервые стала чемпионками мира в эстафетной гонке. 
Возвращение на Кубок мира было непростым: всё началось с невзрачного 4 места в Драммене, однако затем Стина легко выиграла спринт на домашней трассе в Фалуне. На финале Кубка мира в Квебеке она выиграла все три гонки и стала первой лыжницей в сезоне, обыгравшей Терезу Йохауг в дистанционной гонке. 
По итогам сезона 2018/2019 Стина выиграла Малый хрустальный глобус в зачёте спринтов и заняла 5-е место в общем зачёте Кубка мира. 

### Сезон 2019/2020
Единственный подиум сезона 2019/2020 случился в Планице в декабре 2019 года, где Стина заняла 2-е место. Как оказалось, это был её последний подиум в лыжных гонках. 
Она начала Тур де Ски, но уже после второй гонки была вынуждена досрочно его закончить, а затем и вовсе завершить сезон. В межсезонье Стина получила травму ребра, которая впоследствии переросла в стрессовый перелом. 
22 марта 2020 года шведской прессе стало известно, что Стина Нильссон начала заниматься биатлоном, появились первые фотографии с винтовкой на биатлонном стадионе в Эстерсунде. Сама Стина объяснила переход тем, что больше не могла найти мотивацию продолжать заниматься лыжными гонками. Изначально она планировала добегать в лыжах до Олимпийских Игр в 2022 году и затем перейти в биатлон, но травма ребра во многом повлияла на скорое принятие решения. 

### Сезон 2020/2021
Нильссон сразу попала в основную команду Швеции на время межсезонной подготовки, но соревновательный путь начала рангом ниже Кубка мира. Дебют на международной арене пришёлся на январский этап Кубка IBU в Арбере, где с 5 промахами заняла катастрофичное 99-е место в спринте. Нильссон всего лишь раз попала в топ-10, на этапе в Брезно-Орсблье, где в гонке преследования заняла 8-е место. Там же в составе сборной Швеции Нильссон впервые поднялась на подиум: несмотря на штрафной круг в её исполнении, шведки заняли второе место в эстафете. 
Несмотря на 81-е место спринта в Обертиллиахе и непопадание в гонку преследования, Нильссон попала в состав сборной Швеции на заключительный этап Кубка мира в Эстерсунде. Стина выступила весьма неплохо для своего уровня, в спринте с одним промахом была 26-й, в гонке преследования с 8 промахами сумела улучшить стартовую позицию и финишировала 22-й. 

### Сезон 2021/2022
На летнем чемпионате Швеции Стина выиграла спринтерскую гонку, обыграв в том числе двух лидеров сборной сестёр Ханну и Эльвиру Эберг. 
На первом этапе Кубка мира Нильссон выступила весьма невзрачно - ни разу не попала в очковую зону, 43-е место в индивидуальной гонке и 55-е в спринте. Из-за неубедительных выступлений Стина была вынуждена вернуться на Кубок IBU в Шушён, где не показала выдающихся результатов, но впервые начала стабильно демонстрировать лучший ход на дистанции. 
В декабре Нильссон вернулась на Кубок мира в Хохфильцен и показала там лучшие результаты в карьере - 16 место в спринте и 10-е в гонке преследования, её первое попадание в десятку лучших. В Анси Стина впервые отобралась в гонку с общего старта (16-е место). В Оберхофе показала лучший на тот момент результат в спринте, заняв 14 место. После той гонки пошла череда неудач - 44-е и 93-е места. Несмотря на 93-е место в спринте Рупольдинга, Нильссон блестяще провела свой этап в эстафете и сборная Швеции заняла  итоговое второе место. 
Стина попала в состав сборной Швеции на Олимпийские Игры в Пекине, но все Игры провела в качестве запасной. 
5 марта 2022 года на первом же послеолимпийском этапе в Контиолахти Стина Нильссон впервые поднялась на личный подиум Кубка мира. В спринте шведка заняла третье место и впервые показала лучший ход по дистанции среди всех участниц. 

## Результаты

### Статистика выступлений на этапах Кубка мира (Биатлон)
| 2021/2022 Итоги | 2021/2022 Итоги | Эстерсунд | Эстерсунд | Эстерсунд | Эстерсунд | Эстерсунд | Хохфильцен | Хохфильцен | Хохфильцен | Анси | Анси | Анси | Оберхоф | Оберхоф | Оберхоф | Оберхоф | Рупольдинг | Рупольдинг | Рупольдинг | Антхольц | Антхольц | Антхольц | ОИ Пекин (*) | ОИ Пекин (*) | ОИ Пекин (*) | ОИ Пекин (*) | ОИ Пекин (*) | ОИ Пекин (*) | Контиолахти | Контиолахти | Контиолахти | Отепя | Отепя | Отепя | Отепя | Осло | Осло | Осло |
| Очков           | Место           | Инд       | Спр       | Спр       | Пр        | Эст       | Спр        | Эст        | Пр         | Спр  | Пр   | МС   | Спр     | См      | Осм     | Пр      | Спр        | Эст        | Пр         | Инд      | Эст      | МС       | См           | Инд          | Спр          | Пр           | Эст          | МС           | Эст         | Спр         | Пр          | Спр   | МС    | См    | Осм   | Спр  | Пр   | МС   |
| 249             | 30              | 43        | 55        | —         | —         | —         | 16         | —          | 10         | 28   | 34   | 16   | 14      | —       | —       | 44      | 93         | 2          | —          | —        | —        | —        | —            | —            | —            | —            | —            | —            | —           | 3           | 20          | 52    | 18    | —     | —     | 16   | 39   | 30   |

| 2020/2021 Итоги | 2020/2021 Итоги | Контиолахти | Контиолахти | Контиолахти | Контиолахти | Контиолахти | Хохфильцен | Хохфильцен | Хохфильцен | Хохфильцен | Хохфильцен | Хохфильцен | Оберхоф | Оберхоф | Оберхоф | Оберхоф | Оберхоф | Оберхоф | Оберхоф | Антхольц | Антхольц | Антхольц | ЧМ Поклюка | ЧМ Поклюка | ЧМ Поклюка | ЧМ Поклюка | ЧМ Поклюка | ЧМ Поклюка | ЧМ Поклюка | Нове-Место | Нове-Место | Нове-Место | Нове-Место | Нове-Место | Нове-Место | Нове-Место | Эстерсунд | Эстерсунд | Эстерсунд |
| Очков           | Место           | Инд         | Спр         | Спр         | Эст         | Пр          | Спр        | Эст        | Пр         | Спр        | Пр         | МС         | Спр     | Пр      | См      | Осм     | Спр     | Эст     | МС      | Инд      | МС       | Эст      | См         | Спр        | Пр         | Инд        | Осм        | Эст        | МС         | Эст        | Спр        | Пр         | Спр        | Пр         | Осм        | См         | Спр       | Пр        | МС        |
| 34              | 71              | —           | —           | —           | —           | —           | —          | —          | —          | —          | —          | —          | —       | —       | —       | —       | —       | —       |         | —        | —        | —        | —          | —          | —          | —          | —          | —          | —          | —          | —          | —          | —          | —          | —          | —          | 26        | 22        | —         |

### Статистика выступлений на этапах Кубка мира (Лыжные гонки)
| 2018/2019 Итоги | 2018/2019 Итоги | Рука   | Рука         | Лил    | Лил          | Лил         | Тур  | Бейтостолен  | Бейтостолен | Давос  | Давос        | Тоблах | Тоблах       | Валь-Мюстаир | Обер        | Обер        | Валь-ди-Фьемме | Валь-ди-Фьемме | Тур де Ски | Дрезден | Дрезден | Отепя  | Отепя        | Ульрисехамн  | Ульрисехамн | Лахти  | Лахти   | Конь   | Конь         | Осло        | Драммен | Фалун  | Фалун        | Квебек | Квебек      | Квебек      | Финал Кубка мира |
| Очков           | Место           | Спр КС | 10 км Инд КС | Спр CС | 10 км Инд СС | 10 км Пр КС | Итог | 10 км Инд СС | Эст         | Спр СС | 10 км Инд СС | Спр СС | 10 км Инд СС | Спр СС       | 10 км МС КС | 10 км Пр СС | 10 км МС КС    | 9 км Пр СС     | Итог       | Спр СС  | КСпр СС | Спр КС | 10 км Инд КС | 10 км Инд КС | Эст         | Спр СС | КСпр КС | Спр СС | 10 км Инд КС | 30 км МС КС | Спр КС  | Спр СС | 10 км Инд СС | Спр СС | 10 км МС КС | 15 км Пр СС | Итог             |
| 1072            | 5               | 6      | 11           | 2      | 15           | 6           | 6    | —            | —           | 1      | 39           | 1      | 39           | 1            | 10          | —           | —              | —              | —          | 1       | 1       | 6      | —            | —            | —           | —      | —       | —      | —            | —           | 4       | 1      | —            | 1      | 1           | 1           | 1                |

| 2017/2018 Итоги | 2017/2018 Итоги | Рука   | Рука         | Рука        | Тур  | Лил    | Лил      | Давос  | Давос        | Тоблах       | Тоблах      | Ленцерхайде | Ленцерхайде  | Ленцерхайде | Обер   | Обер        | Валь-ди-Фьемме | Валь-ди-Фьемме | Тур де Ски | Дрезден | Дрезден | Планица | Планица      | Зефельд-ин-Тироль | Зефельд-ин-Тироль | Лахти  | Лахти        | Драммен | Осло        | Финал Кубка мира | Финал Кубка мира | Финал Кубка мира | Финал Кубка мира |
| Очков           | Место           | Спр КС | 10 км Инд КС | 10 км Пр КС | Итог | Спр КС | 15 км Ск | Спр КС | 10 км Инд СС | 10 км Инд КС | 10 км Пр СС | Спр СС      | 10 км Инд КС | 10 км Пр СС | Спр КС | 10 км МС СС | 10 км МС КС    | 9 км Пр СС     | Итог       | Спр СС  | КСпр СС | Спр КС  | 10 км Инд КС | Спр СС            | 10 км МС СС       | Спр СС | 10 км Инд КС | Спр КС  | 30 км МС СС | Спр СС           | 10 км МС КС      | 10 км Пр СС      | Итог             |
| 650             | 12              | 1      | 8            | 13          | 7    | 5      | 18       | 1      | 31           | —            | —           | —           | —            | —           | —      | —           | —              | —              | —          | 6       | 2       | 1       | 13           | —                 | —                 | 2      | —            | 2       | —           | —                | —                | —                | —                |

| 2016/2017 Итоги | 2016/2017 Итоги | Рука   | Рука         | Лиллехаммер | Лиллехаммер | Лиллехаммер | Тур  | Давос        | Давос  | Ла-Клюза    | Ла-Клюза | Валь-Мюстаир | Валь-Мюстаир | Оберстдорф | Оберстдорф  | Тоблах      | Валь-ди-Фьемме | Валь-ди-Фьемме | Тур де Ски | Тоблах | Тоблах  | Ульрисехамн  | Ульрисехамн | Фалун  | Фалун       | Пхёнчхан | Пхёнчхан | Пхёнчхан | Отепя  | Отепя        | Драммен | Осло        | Финал Кубка мира | Финал Кубка мира | Финал Кубка мира | Финал Кубка мира |
| Очков           | Место           | Спр КС | 10 км Инд КС | Спр КС      | 5 км Инд СС | 10 км Пр КС | Итог | 15 км Инд СС | Спр СС | 10 км МС СС | Эст      | Спр СС       | 5 км МС КС   | 10 км Ск   | 10 км Пр СС | 5 км Инд СС | 10 км МС КС    | 9 км Пр СС     | Итог       | Спр СС | КСпр СС | 10 км Инд СС | Эст         | Спр СС | 15 км МС КС | Спр КС   | 15 Ск    | КСпр СС  | Спр СС | 10 км Инд КС | Спр КС  | 30 км МС КС | Спр СС           | 10 км МС КС      | 10 км Пр СС      | Итог             |
| 1437            | 4               | 1      | 7            | 13          | 39          | 4           | 5    | —            | 31     | 4           | 3        | 1            | 5            | 1          | 1           | 20          | 1              | 18             | 3          | —      | —       | —            | —           | 1      | 4           | —        | —        | —        | 1      | —            | 1       | —           | 1                | 16               | 3                | 3                |

| 2015/2016 Итоги | 2015/2016 Итоги | Рука   | Рука        | Рука        | Тур  | Лил      | Лил | Давос        | Давос  | Тоблах | Тоблах       | Ленцерхайде | Ленцерхайде | Ленцерхайде | Обер   | Обер        | Тоблах      | Валь-ди-Фьемме | Валь-ди-Фьемме | Тур де Ски | Планица | Планица | Нове-Место   | Нове-Место | Др     | Осло        | Стк    | Фалун       | Фалун       | Лахти  | Лахти    | Гат    | Мон           | Квебек | Квебек      | Канмор | Канмор   | Канмор       | Канмор      | Тур Канады |
| Очков           | Место           | Спр КС | 5 км Инд СС | 10 км Пр КС | Итог | 15 км Ск | Эст | 15 км Инд СС | Спр СС | Спр СС | 10 км Инд КС | Спр СС      | 15 км МС КС | 5 км Пр СС  | Спр КС | 10 км МС КС | 5 км Инд СС | 10 км МС КС    | 9 км Пр СС     | Итог       | Спр СС  | КСпр СС | 10 км Инд СС | Эст        | Спр КС | 30 км МС КС | Спр КС | 5 км Инд КС | 10 км МС СС | Спр СС | 15 км Ск | Спр СС | 10,5 км МС КС | Спр СС | 10 км Пр СС | Спр КС | 15 км Ск | 10 км Инд СС | 10 км Пр КС | Итог       |
| 995             | 11              | 2      | 9           | 2           | 2    | —        | —   | —            | 1      | 3      | 27           | 6           | 25          | 14          | 6      | 16          | 40          | 14             | 40             | 24         | 1       | 1       | —            | —          | 6      | —           | 3      | 28          | 37          | 8      | 16       | 2      | 13            | 1      | 28          | DNS    | —        | —            | —           | —          |

| 2014/2015 Итоги | 2014/2015 Итоги | Рука   | Рука         | Лиллехаммер | Лиллехаммер | Лиллехаммер | Тур  | Давос        | Давос  | Давос        | Давос  | Обер           | Обер        | Валь-Мюстаир | Тоблах      | Тоблах      | Валь-ди-Фьемме | Валь-ди-Фьемме | Тур де Ски | Отепя  | Отепя   | Рыбинск      | Рыбинск | Рыбинск  | Эстерсунд | Эстерсунд    | Лахти  | Лахти        | Др     | Осло        |
| Очков           | Место           | Спр КС | 10 км Инд КС | Спр СС      | 5 км Инд СС | 10 км Пр КС | Итог | 10 км Инд КС | Спр СС | 10 км Инд СС | Спр СС | 3,2 км Прол СС | 15 км Пр КС | Спр СС       | 5 км Инд КС | 15 км Пр СС | 10 км МС КС    | 9 км Пр СС     | Итог       | Спр КС | КСпр СС | 10 км Инд СС | Спр СС  | 15 км Ск | Спр КС    | 10 км Инд СС | Спр СС | 10 км Инд КС | Спр КС | 30 км МС СС |
| 495             | 12              | —      | —            | 35          | 30          | 18          | 21   | —            | 6      | —            | 2      | 23             | 4           | 4            | —           | —           | —              | —              | —          | 2      | 1       | —            | —       | —        | 3         | —            | —      | —            | 5      | 41          |

### Олимпийские игры
| Олимпийские игры | Спринт | Командный спринт | 10 км | 7,5+7,5 км | 30 км | Эстафета |
| ---------------- | ------ | ---------------- | ----- | ---------- | ----- | -------- |
| 2014 Сочи        | 10     | 3                | —     | —          | —     | —        |
| 2018 Пхёнчхан    | 1      | 2                | —     | 10         | 3     | 2        |

### Чемпионаты мира по лыжным видам спорта
| Чемпионат мира      | Спринт | Командный спринт | 10 км | 7,5+7,5 км | 30 км | Эстафета |
| ------------------- | ------ | ---------------- | ----- | ---------- | ----- | -------- |
| 2013 Валь-ди-Фьемме | 5      | —                | —     | —          | —     |          |
| 2015 Фалун          | 2      | 2                | —     | —          | —     | 2        |
| 2017 Лахти          | DSQ    | 4                | 13    | 26         | —     | 2        |
| 2019 Зефельд        | 2      | 1                |       | —          |       |          |

### Молодёжные чемпионаты мира
| Олимпийские игры | Спринт | 5 км | 5+5 | Эстафета |
| ---------------- | ------ | ---- | --- | -------- |
| 2011 Отепя       | 12     | 71   | —   | —        |
| 2012 Эрзурум     | 1      | —    | 32  | 2        |
| 2013 Либерец     | 1      | 23   | 8   | 1        |

## Характеристика
Стина является нетипичным примером современного спортсмена. Она считает себя продолжателем старой лыжной школы. Лучшими она считает тренировки в глубоком лесу. К самим же лыжным гонкам как к профессиональному спорту она относится с прохладой:

Если кто-то спросит: «Что ты делаешь?» — Я говорю: «Ну, я катаюсь на лыжах!»

Спортивный журналист Дагенс Нигетерс Йохан Эск писал о Стине:

Она имеет очень большие тактические способности для спринта. Её сила — её ум. Она способна выполнять всё, что она думает. Полагаю, что Стина Нильссон станет следующей большой шведской лыжной звездой.

Лыжный эксперт Лена Андерссон сравнивала Стину с советскими спортсменами:

На лыжах она напоминает русских в советское время и имеет такое же большое тело. Как физически, так и по стилю, она напоминает Зимятова, хотя он был больше.

## Награды
- Королевская медаль Его Величества за заслуги перед шведским спортом (2019)[9]

## Личная жизнь
Не замужем. Летом живёт на съёмной квартире в Торсби, зимой  — в квартире в Эстерсунде, которую купила на призовые за зимний сезон 2016/17.

## Экипировка
- Лыжи: Fischer
- Ботинки: Alpina
- Лыжные палки: Swix

## Интересные факты
- Кумиром Стины является четырёхкратный олимпийский чемпион Сикстен Ернберг[1]:

Мне всегда нравилось читать об истории лыж. Но после того как я прочитала книгу о Сикстене, он стал для меня примером для подражания ... Он был чертовски жесток к себе ... И то, что он из Лимы тоже очень здорово. Я из Малунга и его леса — мои леса. Это так близко. Я думаю то, что он делал, было очень удивительно.

- Своими плохими привычками считает разгадывание кроссвордов и долгие завтраки[1].
- Стина мечтает когда-нибудь написать поваренную книгу[2].
- В её холодильнике всегда есть манго, keso (зернистый творог) и икра[2].
- В детстве Стина ездила в школу на одноколёсном велосипеде[2][3].
- Свободное время предпочитает проводить с семьёй или друзьями, играть в видеоигры или заниматься выпечкой[3].